# اما گراماتیکا
اِما گراماتیکا (انگلیسی: Emma Gramatica؛ ۲۵ اکتبر ۱۸۷۴ – ۸ نوامبر ۱۹۶۵) بازیگر اهل ایتالیا بود. 
از فیلم‌هایی که وی در آن نقش داشته است، می‌توان به سرنوشت، معجزه در میلان، بیوه، دن کامیلو: عالی‌جناب، راهبهٔ مونتزا و فرشته سپید اشاره کرد.